# Grengjer-Tulpe
Die Grengjer-Tulpe (Tulipa grengiolensis) ist eine Pflanzenart in der Familie der Liliengewächse (Liliaceae). Es handelt sich um einen Endemiten, der nur auf dem Gemeindegebiet von Grengiols (Kanton Wallis / Schweiz) vorkommt.

## Beschreibung

### Vegetative Merkmale
Die Grengjer-Tulpe wächst als ausdauernde krautige Pflanze. Dieser Geophyt bildet Zwiebeln mit Nebenzwiebeln als Überdauerungsorgane aus. Sie erreicht eine Wuchshöhe von 30 bis 65 cm. Die vier bis fünf Laubblätter sind 20 cm lang und bis zu 3,5 cm breit. 

### Generative Merkmale
Die Blütezeit liegt im Mai. Die zwittrigen Blüten sind dreizählig. Die in zwei Dreierwirteln angeordneten Blütenhüllblätter sind 4 bis 5 cm lang. Es sind zwei Kreise mit je drei Staubblättern vorhanden. Die Staubfäden sind kahl. Der dreilappige Narbenkopf ist ungefähr doppelt so breit wie der Fruchtknoten. 

## Systematik und botanische Geschichte
Die Grengjer-Tulpe (Tulipa grengiolensis) wurde am 26. Mai 1945 von dem Botaniker Eduard Thommen entdeckt, der ein Jahr später ihre Erstbeschreibung veröffentlichte und sie nach dem Auffindungsort Grengiols benannte.
Es handelt sich um eine Neo-Tulpe, eine von mehreren aus verwilderten Garten-Tulpen (Tulipa gesneriana) entstandenen Kleinsippen, zu der sie auch oft als Synonym gestellt wird.
Ihre genaue Herkunft ist noch unklar. Man geht aber davon aus, dass diese Tulpenart durch die Römer den Weg nach Grengiols gefunden hat, da früher durch das Gemeindegebiet der Römerweg führte, und sie sich somit hier ihr Refugium gesichert hat. 
Es sind drei Formen der Grengjer-Tulpe bekannt:
- Tulipa grengiolensis Thommen forma omnino-rubens: Mit rein roten Blütenhüllblättern. Diese Form blühte 2008 zum ersten Mal seit langem wieder.
- Tulipa grengiolensis forma omnino-lutea Thommen: Mit rein gelben Blütenhüllblättern und Staubfäden.
- Tulipa grengiolensis forma rubrovariegata Thommen: Mit zugespitzten, rot berandeten, später orange werdenden Blütenhüllblättern, die einen schwarzen Basalfleck besitzen; ihre Staubfäden sind dunkelrot-schwarz.

## Vorkommen
Vorwiegend blüht diese Tulpenart in den kleinen typischen Walliser Roggenäckern in Höhenlagen von etwa 990 Meter. Dieser Umstand macht die Weitererhaltung dieser einzigartigen Tulpenart äußerst mühselig. Seit 1994 wird jedoch durch den Walliser Naturschutzbund auf einer Weide wieder gepflügt, Winterroggen gesät und die Grengjer-Tulpe gesetzt. Heute zählt dieser Fleck Erde zum Naturschutzgebiet.